# Dietmar Hoscher
Dietmar Hoscher (* 5. Juni 1962 in Wien) ist ein österreichischer Ökonom, Unternehmer und Manager sowie ehemaliger Politiker (SPÖ) und Abgeordneter zum Österreichischen Nationalrat und Bundesrat.

## Ausbildung und Beruf
Hoscher besuchte die Volksschule und ab 1972 das Bundesrealgymnasium in Wien. Nach der Matura 1980 studierte Hoscher Volkswirtschaft an der Universität Wien und schloss sein Studium 1984 mit dem akademischen Grad Mag. rer. soc. oec. mit Auszeichnung ab.
Er war nach seinem Studium bis 1985 wissenschaftlicher Mitarbeiter im Ludwig Boltzmann Institut und von 1986 bis 1988 volkswirtschaftlicher Referent in der Oesterreichischen Nationalbank. Zwischen 1989 und 1995 arbeitete Hoscher als Klubsekretär im Parlament und war von 1995 bis 1998 Ministersekretär im Bundesministerium für Finanzen.
Von 1998 bis 2019 war er im Management der Casinos Austria tätig. Kritisiert wurde auch, dass Hoscher nach seiner Ablösung im Jahr 2019 bei vollen Bezügen bis 2022 „spazieren gehen“ könne und unter anderem eine Urlaubsersatzleistung für 108 nicht verbrauchte Tage von über EUR 6.000/Tag (insgesamt EUR 651.207) erhielt.
Im Jahr 2000 wurde Hoscher zudem Mitglied des Vorstandes Österreichische Sportwetten Gesellschaft.
Ab 2012 war Hoscher Mitglied des ORF-Stiftungsrates, der ihn im Mai 2014 zu seinem Vorsitzenden wählte. Im Mai 2018 folgte ihm Norbert Steger in dieser Funktion nach.
Dietmar Hoscher war bis 2024 nahezu 20 Jahre lang Vorsitzender des Kuratoriums des SK Rapid Wien. 2025 wurde er in den Ehrensenat des Vereins berufen. Seit Gründung des Legendenclubs des SK Rapid Wien ist er dessen Präsident.
Seit 2005 ist er künstlerischer Leiter des Vienna Blues Springs, einem Bluesfestival, das seit 2005 jährlich in Wien stattfindet. Darüber hinaus ist Dietmar Hoscher Consulting Editor des Musikmagazins CONCERTO (www.concerto.at) sowie seit September 2024 CEO und Alleineigentümer der Blind Rope Music Agency GmbH, welche unter anderem das Plattenlabel Blind Rope Records, mit Künstlern wie „Sir“ Oliver Mally, King Gizzard & The Lizard Wizard, Drahdiwaberl, Moritz Gamper, EDGAR oder Lukas Meißl, betreibt.

## Politik
Hoscher war zwischen 1998 und 2003 Sekretär der Zentralen Kontrollkommission des ÖGB. Am 22. Oktober 1999 wurde er vom Wiener Landtag in den Bundesrat gewählt, dem er bis zum 18. Dezember 2002 angehörte. Er wechselte am 20. Dezember 2002 in den Nationalrat, schied jedoch nach der Nationalratswahl 2006 wieder aus dem Parlament aus.

## Auszeichnungen
- 2014: Berufstitel Professor[10]